# Marmylaris truncatipennis
Marmylaris truncatipennis är en skalbaggsart som beskrevs av Stefan von Breuning 1940. Marmylaris truncatipennis ingår i släktet Marmylaris och familjen långhorningar. Inga underarter finns listade i Catalogue of Life.